# Christian Möller (teologo)
Christian Möller (Görlitz, 29 aprile 1940) è un teologo tedesco, professore emerito di Teologia pratica presso l'Università Ruprecht Karl di Heidelberg.